# Knud Ier de Danemark
Pour les articles homonymes, voir Knut.
Knut Gormsson, surnommé Dana-ást, littéralement « l'Amour des Danois » (mort 17 octobre 962) est un prince danois, fils aîné de Gorm l'Ancien.

## Biographie
Selon la Jómsvíkinga saga, Knud est le fils aîné du roi Gorm et de la reine Thyra. On croit qu'il aurait été associé au trône par son père Gorm de 947 à 962, et qu'il meurt avant lui. C'est donc  à tort qu'on le compte au nombre des rois titulaires. Selon Saxo Grammaticus, il est mortellement blessé d'une flèche dans la poitrine par un archer du « roi d'Irlande » alors qu'il assiste à des jeux nocturnes pendant le siège Dublin. Il demande à ses hommes de cacher son état, jusqu'à ce qu'ils se soient emparés du pays. Sa mort est annoncée indirectement à son père Gorm, aveugle et mourant, par Thyra qui ôte à son mari ses habits royaux pour le revêtir d'habit de deuil. 
D'après Snorri Sturluson il est le père de Harald fils de Knut fils de Gorm, un viking qui avait longuement guerroyé et amassé de grandes richesses et qui était pour cela surnommé en vieux norrois; « Gull-Haraldr  »,  c'est-à-dire Harald le Doré et qui « paraissait destiné à devenir roi de Danemark ».

## Source
Cet article comprend des extraits du Dictionnaire Bouillet. Il est possible de supprimer cette indication, si le texte reflète le savoir actuel sur ce thème, si les sources sont citées, s'il satisfait aux exigences linguistiques actuelles et s'il ne contient pas de propos qui vont à l'encontre des règles de neutralité de Wikipédia.